# ボイド (人工生命)
ボイド(Boids)は、アメリカのアニメーション・プログラマ、クレイグ・レイノルズが考案・作製した人工生命シミュレーションプログラムである。名称は「鳥もどき(bird-oid)」から取られている。

## 概要
コンピュータ上の鳥オブジェクトに以下の三つの動作規則を与え、多数を同時に動かして群れの振る舞いをシミュレーションする。
分離（Separation）
鳥オブジェクトが他の鳥オブジェクトとぶつからないように距離をとる。
整列（Alignment）
鳥オブジェクトが他の鳥オブジェクトと概ね同じ方向に飛ぶように速度と方向を合わせる。
結合（Cohesion）
鳥オブジェクトが他の鳥オブジェクトが集まっている群れの中心方向へ向かうように方向を変える。
結果としてこのプログラムは驚くほど自然な動きを見せ、単純な規則を用いて群体としての複雑な振る舞いを再現できることを示した。以後、改良されたアルゴリズムが映画のCGアニメーションなどに応用されている。